# 特塞拉島

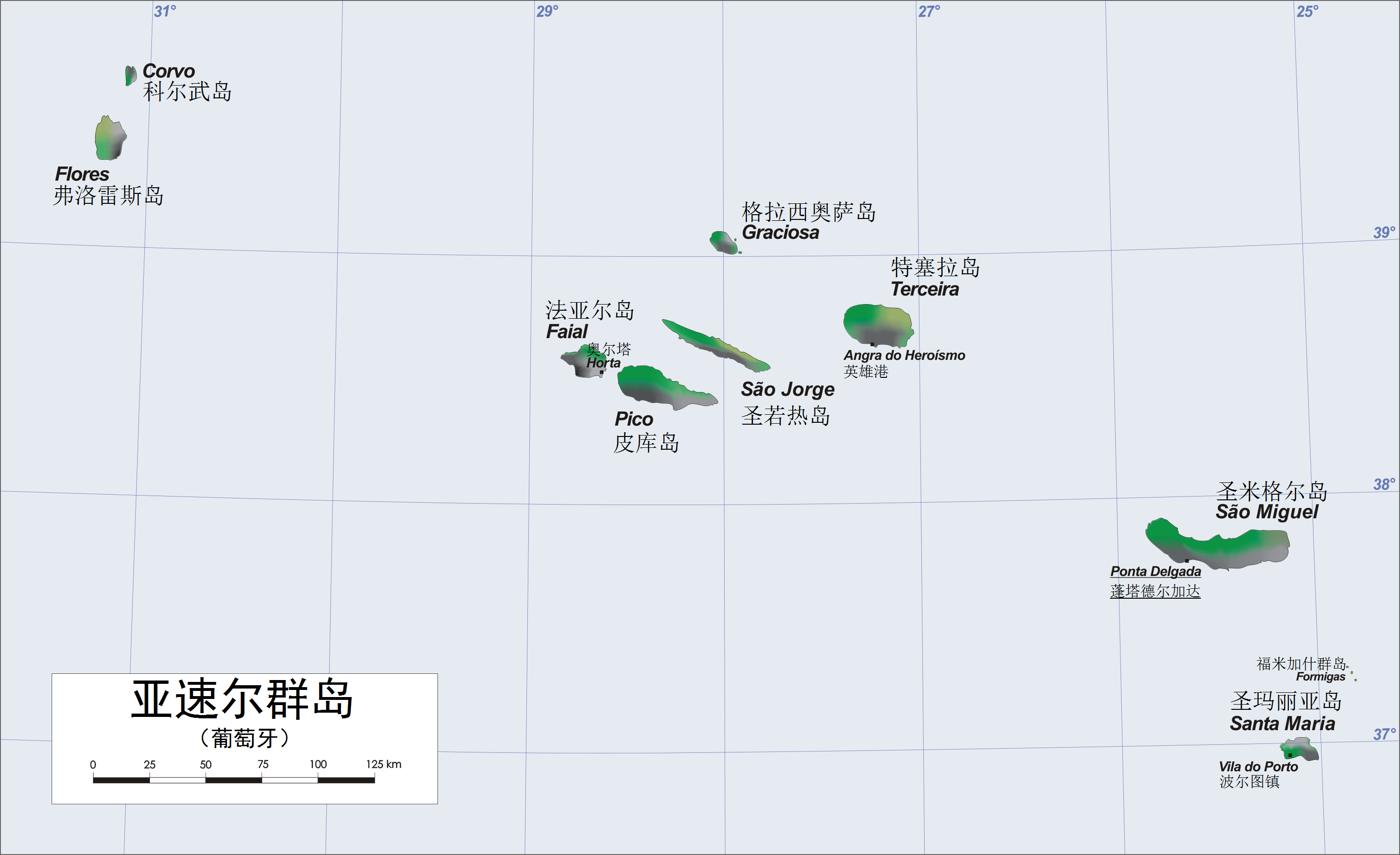
特塞拉島（Terceira）在群岛中的位置

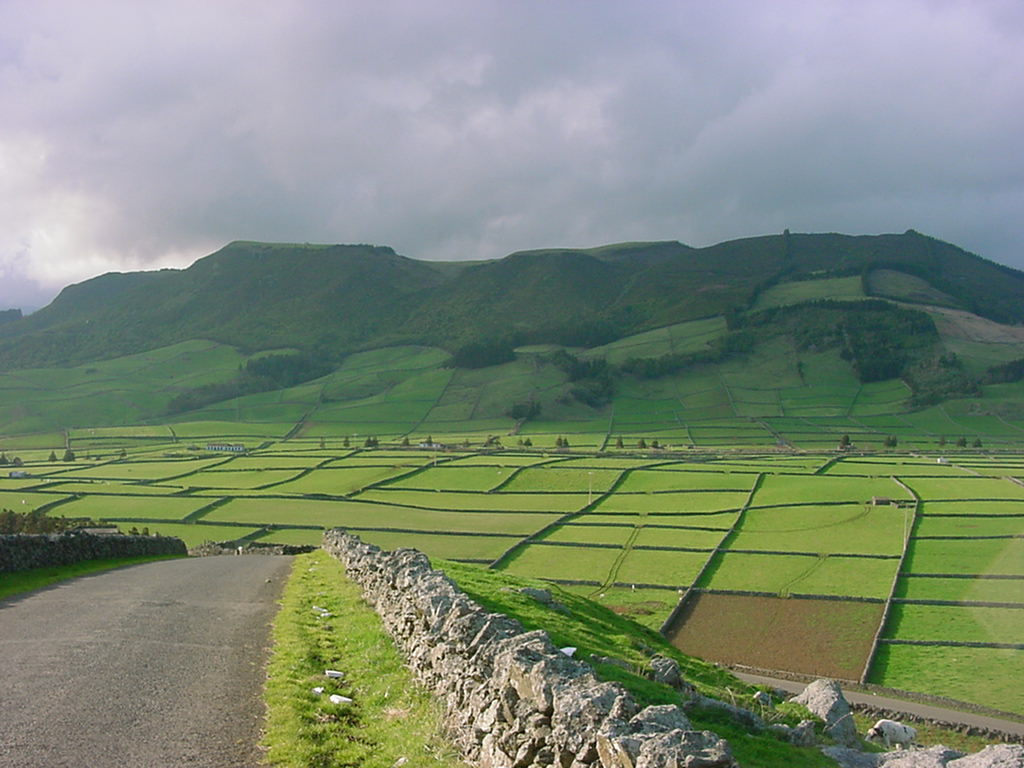
特塞拉島上的风景

特塞拉島（葡萄牙語：Ilha Terceira）是葡萄牙的火山島，位於大西洋海域，屬於亞速群島的一部分，長29公里、寬17.5公里，面積396.75平方公里，最高點海拔高度1,023米，2001年人口55,833。

## 经济
岛上得主要经济活动是畜牧业和奶制品生产。岛上有两个主要海港：一个在英雄港、另一个在普拉亚达维多利亚。岛上也有一个与拉日什空军基地共享跑道得民用机场。

## 外部連結
- Azores.com, a commercial site but with abundant information on Terceira Island（页面存档备份，存于）
- Azorean History regarding the American Military（页面存档备份，存于）
- The Azores Islands, Site about Portuguese Azores Islands（页面存档备份，存于）